# Solomon Shields
Solomon Joel Anthony Shields (* 14. Oktober 1989 in Leyton, London) ist ein ehemaliger englischer Fußballspieler.

## Karriere
Shields gehörte als Trainee (dt. Auszubildender) dem Hauptstadtklub Leyton Orient an, als er unter Trainer Martin Ling nach überzeugenden Leistungen in der Jugend- und Reservemannschaft am letzten Spieltag der Saison 2006/07 für den Drittligisten in einem Auswärtsspiel gegen Huddersfield Town – für beide Mannschaften war die Partie sportlich bedeutungslos – per Einwechslung zum Einsatz kam. Im April 2008 erhielt er – ebenso wie sein Mannschaftskamerad Loick Pires – einen einjährigen Profivertrag für die Saison 2008/09. Für Leyton blieb er im Saisonverlauf ohne Pflichtspieleinsatz, im Februar 2009 wurde er vom früheren Leyton-Spieler Steve Castle für zwei Monate leihweise in die sechstklassige Conference South zu St Albans City geholt, für die er in zwölf Ligaeinsätzen einen Treffer erzielte. Am Saisonende war Shields einer von acht Leyton-Spielern, deren Verträge von Trainer Geraint Williams nicht verlängert wurden.
Nach einem Probetraining bei Hayes & Yeading United, gegen die er während seiner Leihphase getroffen hatte, schloss sich Shields im Sommer 2009 St Albans an und gehörte in der Folge zu den Leistungsträgern, ehe sich der Mittelfeldakteur im Februar 2010 bei einem Kick mit Freunden die Achillessehne riss und monatelang ausfiel. Im Oktober 2010 schloss er sich kurzzeitig dem in der Isthmian League spielenden Waltham Forest an, für St Albans City kam er bis Saisonende lediglich in vier Pflichtspielen zum Einsatz, als der Klub in die Southern League abstieg. In der folgenden Saison spielte er letztmals im Oktober 2011. Im Sommer 2013 trat er anlässlich eines Probetrainings beim Fünftligisten Boston United nochmals in Erscheinung, eine Verpflichtung kam aber nicht zustande.